# 80th Street-Hudson Street
80th Street-Hudson Street is een station van de metro van New York aan de Fulton Street Line in het stadsdeel Queens. Lijn  maakt gebruik van dit station.
 ·  ·  ·  ·  ·  ·  ·  ·  · 